# Elisabeth Willibald
Elisabeth Willibald (* 12. März 1996) ist eine ehemalige deutsche Skirennläuferin aus Jachenau in Oberbayern.

## Biografie
Willibald nahm erstmals im März 2013 am Europacup-Slalom von Lenggries teil. Ihr bestes Resultat bis 2015 war der 7. Platz im Slalom von Melchsee-Frutt, Schweiz.
Im Weltcup fährt Willibald seit der Saison 2014/15. Dort nimmt sie ausschließlich im Slalom teil. Ihr Weltcupdebüt gab sie im Januar 2015 im Slalom von Flachau, Österreich. Sie schied jedoch im ersten Durchgang aus. Im Januar 2016 wurde sie im 2. Slalom von Flachau 15. und konnte so ihre ersten Weltcuppunkte holen. Im März 2016 wurde sie Juniorenweltmeisterin im Slalom bei den Junioren-Weltmeisterschaften in Sotschi. Am 30. Dezember 2016 erreichte sie als zweitbeste Deutsche beim Slalom am Semmering den 19. Platz; dabei fuhr sie im 2. Durchgang nach der Siegerin Mikaela Shiffrin die zweitschnellste Zeit.
Im Juli 2017 wurde sie überraschend Mutter einer kleinen Tochter, weshalb sie ein Jahr später vom aktiven Skirennsport ihren Rücktritt erklärte.

## Erfolge

### Weltcup
- 1 Platzierung unter den besten 15

### Europacup
- Saison 2015/16: 9. Gesamtwertung, 3. Slalomwertung
- 3 Podestplätze, davon 2 Siege:

| Datum           | Ort              | Land       | Disziplin |
| --------------- | ---------------- | ---------- | --------- |
| 19. Januar 2016 | Göstling-Hochkar | Österreich | Slalom    |
| 29. Januar 2016 | Sestriere        | Italien    | Slalom    |

### Juniorenweltmeisterschaften
- Sotschi 2016: 1. Slalom, 30. Abfahrt, 31. Super-G

### Weitere Erfolge
- Deutsche Jugendmeisterin im Slalom 2015
- 3 Siege bei FIS-Rennen